# 石鼓镇 (湘潭县)
石鼓镇，是中华人民共和国湖南省湘潭市湘潭县下辖的一个乡镇级行政单位。

## 行政区划
石鼓镇下辖以下地区：
大桥社区、顶峰村、铜梁村、双河村、山田冲村、群星村、歇马村、大坪台村、沿红村、竹塘村、路口村、云霞村、石湖塘村、福霄村、高家坪村、西冲村、花楼村、海荣村、石鼓村、万家村、珠山村、欧冲村、将军村、安乐村、兴旺村、粟山嘴村、森梅村、龙段村、道贯村、珠联村、向阳村、七家坪村、太平山村、五家嘴村和四路村。